# نمودار جسم آزاد

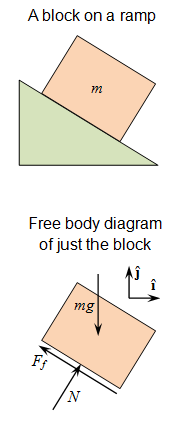
جسم روی سطح شیب‌دار (تصویر بالایی) و نمودار جسم آزاد آن (تصویر پایینی)

نمودار جسم آزاد یا دیاگرام جسم آزاد یا نمودار نیرو(free body diagram)، عبارت است از یک نماد تصویری که معمولاً جهت تحلیل نیروهای واردشده بر جسم مورد نظر، توسط فیزیکدانان و مهندسان به کار می‌رود. یک دیاگرام جسم آزاد، همه انواع نیروهای وارده بر این جسم را نمایش می‌دهد. رسم چنین نموداری، موجب ساده شدن حل نیروهای ناشناخته یا معادلات حرکت یک جسم می‌شود. کشیدن دیاگرام جسم آزاد، درک مفهوم نیروها و گشتاورهای مرتبط با هم را آسان کرده و تصور مناسبی از این نیروها را ارائه می‌دهد تا به وسیله این مفاهیم، بتوان راه حل مسئله را پیدا کرد. این نمودار، همچنین به عنوان ابزاری جهت شناخت نیروهای داخلی (برای مثال، نیروهای برشی و گشتاورهای خمشی یک تیر) یک سازه به کار می‌رود.

## ترکیب نمودار

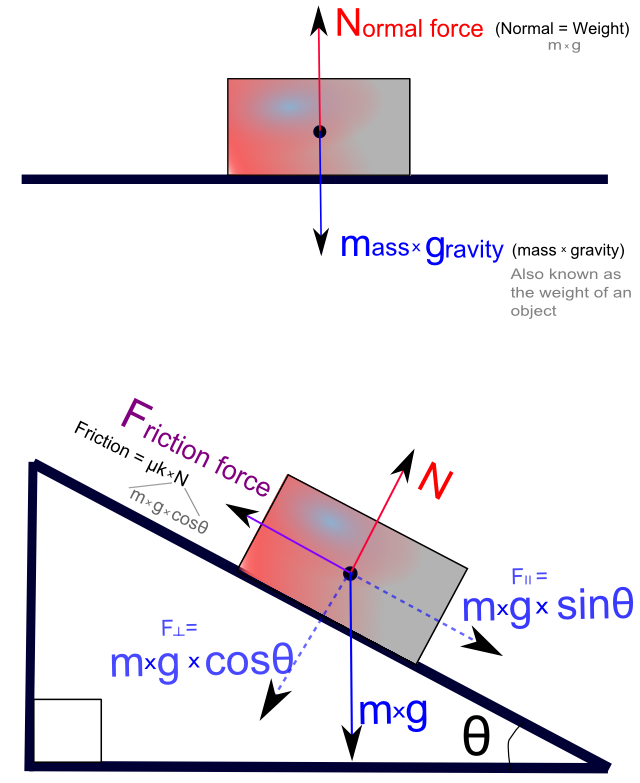
نمودار جسم آزاد دو جسم (تصویر بالا: روی سطح صاف - تصویر پایین یک سطح شیب دار با زاویه تتا

یک نمودار جسم آزاد، در درجه اول شامل طرح ساده‌ای از جسم مورد نظر و بردارهای نماینده نیروهای اعمال‌شده به جسم است. انتخاب جسم مورد نظر، می‌تواند نخستین تصمیم مهم در روند حل مسئله باشد. به عنوان نمونه، برای پیدا کردن نیروهای وارده به مفصل یک انبردست ساده، رسم دیاگرام جسم آزاد یکی از اهرم‌های آن، به جای رسم دیاگرام کل سیستم، کافی است.

### شامل چه چیزهایی می‌شود
در رسم شکل جسم آزاد، تنها جزئیاتی که ضروری هستند، کشیده می‌شود. غالبا، یک شکل اجمالی از جسم، کفایت می‌کند. بسته به نوع تحلیل و نمونه مورد نظر، تنها رسم یک نقطه، می‌تواند مناسب باشد. در صورتی که دوران جسم یا گشتاور، مورد نظر باشد، بهتر است خود شکل جسم رسم شود. نمودار جسم آزاد، به این دلیل اینگونه نامگذاری شده‌است که دیاگرام، جسم را از سایر اجسامی که به آن نیرو وارد می‌کنند، آزاد کرده‌است. همچنین نمودار، بر روی یک جسم معین مترکز شده‌است. رسم دیاگرام جسم آزاد اجسام مجاور، در همان شکل نیز می‌تواند برای در نظر گرفتن اجسام درگیر، لازم باشد.
تمام اتصالات و قیدهای خارجی و نیروهای جسم به وسیله بردارهایی که نامگذاری شده‌اند، نشان داده می‌شوند. این بردارها، جهت و اندازه نیروهای مختلف را نشان می‌دهند. در حد امکان، باید نقطه اثر نیروها توسط پیکان‌ها نشان داده شوند.
تنها باید نیروهایی را که بر جسم اعمال می‌شوند، مشخص کرد. این نیروها می‌توانند شامل اصطکاک، گرانش، نیروی نرمال، پسار، کشش یا نیروی انسان ناشی از هل دادن یا کشیدن باشد. در یک دستگاه مرجع غیرلخت، شبه‌نیروهایی همچون نیروی گریز از مرکز، مناسب هستند.
برای راحتی کار، معمولاً از یک دستگاه مختصات استفاده می‌شود. این کار می‌تواند باعث ساده‌تر شدن تعریف بردارها در هنگام نوشتن معادلات حرکت شود. به عنوان مثال، در مسائل سطح شیب‌دار، می‌توان از جهت x برای نشان دادن سطح شیب‌دار، بهره جست. در این حالت، نیروی اصطکاک، تنها دارای مؤلفه x بوده و نیروی نرمال نیز فقط مؤلفه y را خواهد داشت. نیروی گرانش زمین نیز هر دو مؤلفه x و y را دارا خواهد بود؛ به این صورت که (mgsin(θ در جهت x و (mgcos(θ در جهت y قرار دارد. θ نیز زاویه بین سطح شیب‌دار و افق را نشان می‌دهد.

### شامل چه چیزهایی نمی‌شود
تمامی تماس‌ها و قیدهای کنارگذاشته‌شده، با بردارهای نیروی ذکرشده جایگزین می‌شوند.
نیروهایی که جسم آزاد به اجسام دیگر وارد می‌کنند، شامل نیستند. برای نمونه، اگر توپی روی یک میز باشد، توپ، نیرویی را به میز و میز هم نیرویی را مساوی با آن و در خلاف جهت آن به توپ وارد می‌کند. دیاگرام جسم آزاد این توپ، تنها شامل نیرویی می‌شود که میز به توپ اعمال می‌کند.
در مورد نیروهای داخلی، نیروهایی که در بین قسمت‌های مختلفی که اجزای سیستم را تشکیل داده و همانند یک جسم مستقل عمل می‌کنند، مد نظر نیستند. برای نمونه، در یک خرپای سراسری که برای یافتن نیروهای عکس‌العمل تکیه‌گاه‌ها مورد تحلیل قرار گرفته‌است، نیروهای بین هر یک از اعضای خرپا، شامل نمودار جسم آزاد نمی‌شوند.
سرعت یا شتاب را نیز می‌توان در نمودارهای دیگری همچون «نمودارهای کینتیک»، «نمودارهای واکنش اینرسی» یا مانند آن‌ها رسم کرد.

### فرضیات
دیاگرام یک جسم آزاد، فرضیاتی را نشان می‌دهد که برای ساده‌سازی تحلیل یک سامانه، به کار می‌روند. به عنوان نمونه، اگر جسم مورد سؤال، یک ماهواره در حال گردش در مدار بوده و تنها، سرعت آن مورد نظر باشد، آن‌گاه می‌توان از یک نقطه، جهت نشان دادن آن استفاده کرد. از طرف دیگر، برای نشان دادن لحظه ترمز یک موتورسیکلت، نمی‌توان از یک نقطه استفاده کرد، بلکه رسم ابعاد محدودی از آن لازم خواهد بود.
محل قرارگیری و نام‌گذاری بردارهای نیرو، باید به دقت انجام شود تا از پیش‌داوری در مورد نتایج آزمایش، جلوگیری شود. برای مثال، در نمودار جسم آزاد یک جسم روی سطح شیب‌دار، محل دقیق قرارگیری نیروی نرمال، تنها پس از تحلیل حرکت یا حالت تعادل به دست می‌آید.
فرضیات دیگری که می‌توانند مورد توجه باشند، عبارتند از اعضای دو-نیرویی و اعضای سه-نیرویی.

## مثال
دیاگرام جسم آزاد ساده‌ای از یک جسم روی سطح شیب‌دار که در بالا نشان داده شده است، موارد زیر را نشان می‌دهد:
- همه تکیه‌گاه‌ها و اجسام، با نیروهایی که ایجاد کرده‌اند، جایگزین شده‌اند. این نیروها عبارتند از:
- mg: محصول جرم جسم و شتاب گرانشی ثابت بوده که همان وزن جسم است.
- N: نیروی نرمال سطح شیب‌دار
- Ff: نیروی اصطکاک سطح شیب‌دار
- بردارهای نیرو، جهت و نقطه اثر نیروها را نشان داده و به نام اندازه نیروهایشان نام‌گذاری شده‌اند.
- شامل یک دستگاه مختصات است که در هنگام تعریف کردن بردارها به کار می‌آید.